# Mont-Dauphin
Mont-Dauphin je naselje in občina v jugovzhodnem francoskem departmaju Hautes-Alpes regije Provansa-Alpe-Azurna obala. Leta 2006 je naselje imelo 130 prebivalcev.
V sklopu Vaubanovih fortifikacij je bil 7. julija 2008 vpisan na UNESCOv seznam svetovne kulturne dediščine.

## Geografija
Kraj leži v pokrajini Daufineji ob reki Durance in njenem pritoku Guil, 32 km južno od Briançona. 

## Administracija
Občina Mont-Dauphin skupaj z občinami Ceillac, Eygliers, Guillestre, Réotier, Risoul, Saint-Clément-sur-Durance, Saint-Crépin in Vars sestavlja kanton Guillestre s sedežem v istoimenskem kraju. Kanton je sestavni del okrožja Briançon.

## Zgodovina
Ime utrjenega kraja, ustanovljenega leta 1693 s strani francoskega vojaškega inženirja Vaubana, se nanaša na dauphina Ludvika Francoskega (1661-1711), najstarejšega sina francoskega kralja Ludvika XIV. Na nekaterih starejših zemljevidih je imenovan tudi Bouchet Saint-Antoine.